# Târgu Jiu
Târgu Jiu (dawniej Tîrgu Jiu; wym. [ˌtɨrɡu ˈʒiw]) – stolica okręgu Gorj w Rumunii położona u podnóża Karpat Południowych nad rzeką Jiu (lewy dopływ Dunaju). Liczy 67 751 mieszkańców, zajmuje powierzchnię 102,1 km². Merem miasta jest Florin Cârciumaru z Socjaldemokratycznej Partii Rumunii. Podczas II wojny światowej w okolicy miasta znajdował się obóz internowania dla przeciwników politycznych (szczególnie członków Rumuńskiej Partii Komunistycznej, byli przetrzymywani także Polacy).
W mieście w 1893 urodził się Kazimierz Piekarski – polski bibliotekarz, bibliograf, historyk, książki, bibliofil, kolekcjoner ekslibrisów.
Târgu Jiu było jednym z miejsc internowania polskich żołnierzy po klęsce kampanii wrześniowej w 1939 roku. Do dzisiaj zachował się z tego okresu zegar słoneczny wykonany przez polskiego architekta w 1940 roku.

## Gospodarka
W mieście rozwinął się przemysł drzewny, spożywczy, materiałów budowlanych, odzieżowy oraz metalowy.

## Zabytki
- cerkiew Świętych Piotra i Pawła

## Sport
W mieście ma swoją siedzibę klub piłkarski Pandurii Târgu Jiu, który został założony w 1963 roku.

## Galeria

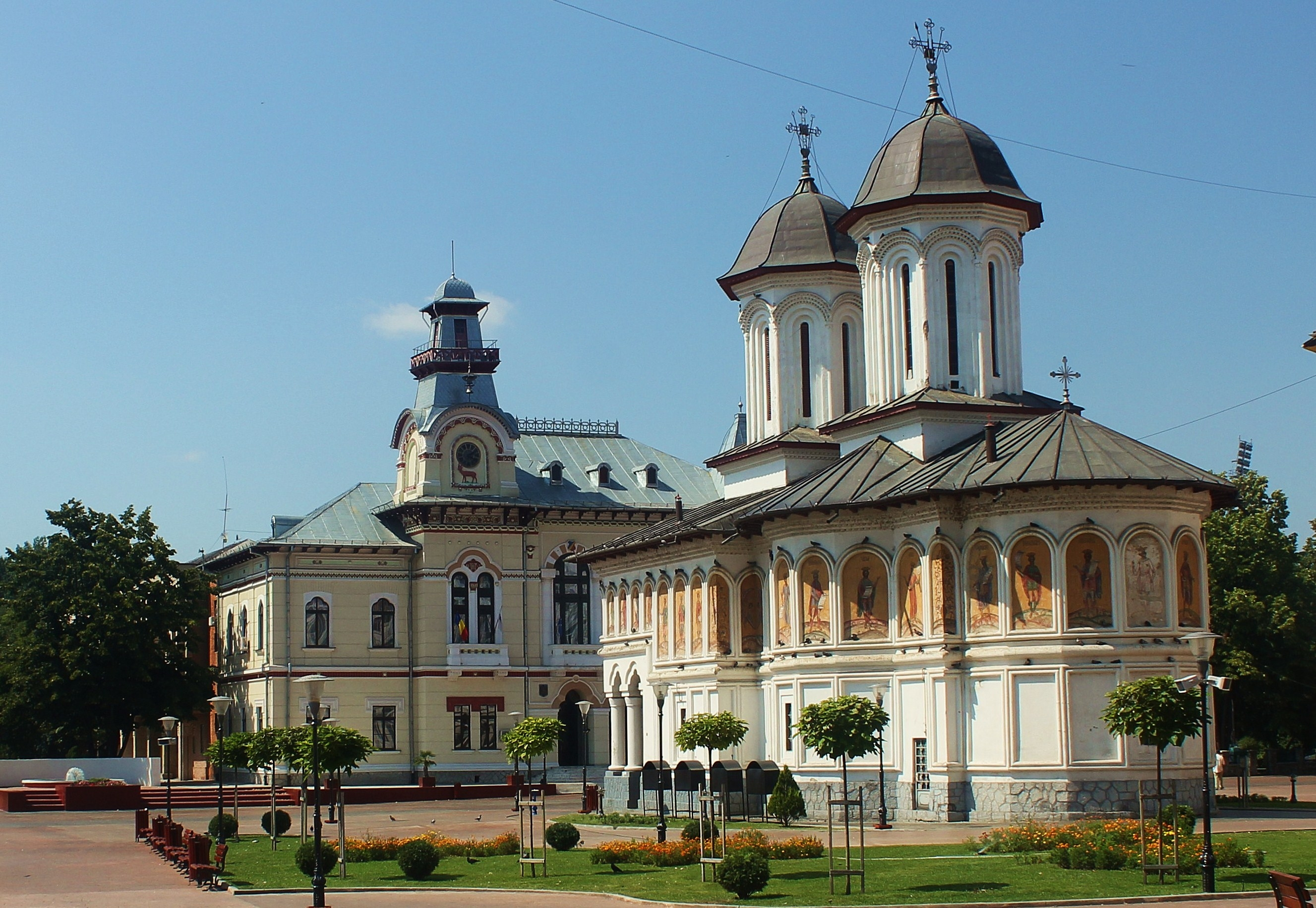
Târgu Jiu